# Skärgårdsfiskare (skulptur)

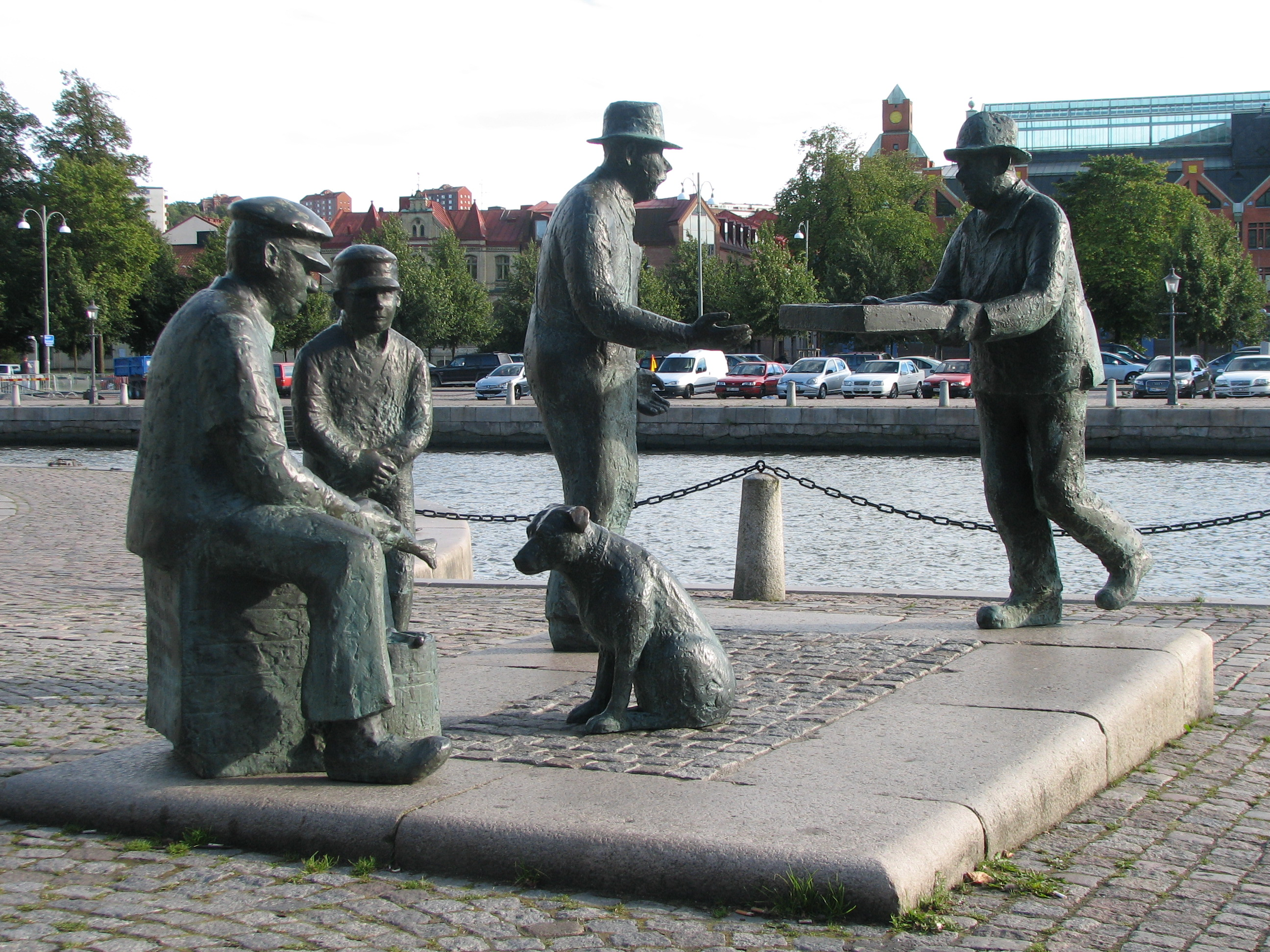
Skärgårdsfiskare.

Skärgårdsfiskare är en grupp bronsskulpturer av Svenrobert Lundquist på Fisktorget i Göteborg mellan Feskekörka och Stena Fastigheters huvudkontor. Verket beställdes av Stena Fastigheter, det blev färdigt 2003, men invigningen på platsen skedde sommaren 2004.
På lådan som den fiskrensande mannen sitter på finns texten Fiskare från skärgården landade och sålde här sin fisk under slutet av 1800-talet. Mannen till höger på bilden är en fiskare som bär iland sin fångst till uppköparen. Den lille gossen sägs föreställa Sten A Olssons far Gustav Olsson som liten. Konstnären själv skriver bara "En mycket ung pojke iakttar och reflekterar. Vad skall han syssla med som vuxen? Bli fiskare eller redare?".